# Michael Benthall
Michael Pickersgill Benthall (Londra, 8 febbraio 1919 – Londra, 6 settembre 1974) è stato un regista e direttore artistico britannico.

## Biografia
Figlio di Sir Edward Charles Benthall e Lady Benthall, Michael Benthall studiò all'Eton College e all'Università di Oxford. Fece il suo debutto professionale sulle scene come attore nel 1938, ricoprendo un ruolo minore nella pièce Traitor's Gate, per poi ricoprire piccoli ruoli con la compagnia dell'Old Vic fino allo scopprio della Seconda guerra mondiale, durante la quale combatté come maggiore della Royal Artillery. Al suo ritorno in patria, diresse e disegnò le scenografie per le opere Don Pasquale, Aida e Turandot alla Royal Opera House, prima di approdare a Stratford-on-Avon come regista de Il mercante di Venezia (1947). La produzione fu un successo e Benthall fu invitato a dirigere altri tre allestimenti a Stratford l'anno successivo.
Fu il direttore artistico dell'Old Vic dal 1953 al 1962 e le sue regie contribuirono ad affermare il teatro come un'eccellenza mondiale, anche grazie alle sue tournée in Unione Sovietica, negli Stati Uniti e in Polonia. Tra il 1953 e il 1958 portò in scena tutte le trentasei opere contenute nel First Folio shakespeariano, un risultato ottenuto in precedenza solo dall'Old Vic tra il 1914 e il 1923. Insieme alla compagnia dell'Old Vic ottenne successi e allestì produzioni anche in Giappone e Australia. Benthall ottenne successi anche a Broadway, dove diresse numerosi classici shakespeariani, Cesare e Cleopatra con Laurence Olivier (1951), La milionaria di George Bernard Shaw (1952) e il musical Coco con Katherine Hepburn (1970), che gli valse una candidatura al Tony Award alla miglior regia di un musical. 

### Vita privata
Amico intimo di Vivien Leigh, che diresse in numerose occasioni, Benthall fu dichiaratamente omosessuale a dispetto dei tempi ed ebbe una lunga relazione con Robert Helpmann dal 1938 alla morte, che lo colse inaspettatamente nel 1974.

## Teatrografia parziale
- Il mercante di Venezia, Royal Shakespeare Theatre di Stratford-upon-Avon (1947)
- Il diavolo bianco, Dcuhess Theatre di Londra (1948)
- Re Giovanni, Royal Shakespeare Theatre di Stratford-upon-Avon (1948)
- Amleto, Royal Shakespeare Theatre di Stratford-upon-Avon (1948)
- La bisbetica domata, Royal Shakespeare Theatre di Stratford-upon-Avon (1948)
- Ella si umilia per vincere, New Theatre di Londra (1948)
- Sogno di una notte di mezza estate, Royal Shakespeare Theatre di Stratford-upon-Avon (1949)
- Cimbelino, Royal Shakespeare Theatre di Stratford-upon-Avon (1949)
- Golden City, Adelphi Theatre di Londra (1949)
- Ella si umilia per vincere, Old Vic di Londra (1949)
- Come vi piace, Cort Theatre di Broadway (1950)
- Cesare e Cleopatra, St James Theatre di Londra (1951)
- Antonio e Cleopatra, St James Theatre di Londra (1951)
- La tempesta, Royal Shakespeare Theatre di Stratford-upon-Avon (1951)
- La milionaria, Shubert Theatre di Broadway (1952)
- Coriolano, Old Vic di Londra (1953)
- Amleto, Old Vic di Londra e tour britannico (1953)
- Tutto è bene quel che finisce bene, Old Vic di Londra (1953)
- Il mercante di Venezia, tour australiano (1954)

- Misura per misura, tour australiano (1954)
- Riccardo II, Old Vid di Londra (1954)
- Macbeth, Old Vic di Londra (1954)
- Il racconto d'inverno, Old Vic di Londra (1955)
- Otello, Old Vic di Londra (1955)
- Giulio Cesare, Old Vic di Londra (1955)
- Enrico V, Old Vic di Londra (1956)
- Il mercante di Venezia, Old Vic di Londra (1956)
- Timone d'Atene, Old Vic di Londra (1957)
- Enrico VIII, Sarah Bernhardt Theatre des Nations di Parigi (1957)
- La dodicesima notte, Old Vic di Londra (1957)
- Sogno di una notte di mezza estate, Old Vic di Londra (1958)
- Amleto, tour statunitense (1959)
- L'importanza di chiamarsi Ernesto, Old Vic di Londra (1960)
- Macbeth, Old Vic e tour russo (1960)
- Romeo e Giulietta, Old Vic di Londra (1961)
- La tragica storia del Dottor Faust, Old Vic (1961)
- Coco, Mark Hellinger Theatre di Broadway (1969)